# Дружинин, Илья Андреевич
Илья́ Андре́евич Дружи́нин (род. 23 апреля 1998, Волгоград) — российский пловец, участник первых Европейских игр в Баку, участник Олимпийских игр 2016 года в Рио-де-Жанейро, чемпион и многократный призёр чемпионатов России, мастер спорта России международного класса.
Участник Олимпийских игр 2021 в Токио.

## Спортивная биография
Заниматься плаванием Илья начал в 7 лет. В июне 2015 года Дружинин вошёл в состав сборной России для участия в первых Европейских играх в Баку. На соревнованиях российский пловец выступил на трёх индивидуальных дистанциях. На 400-метровке вольным стилем Дружинин занял лишь 41-е место. На дистанции вдвое длиннее Илья пробился в финал, где стал 6-м. молодой россиянин был близок к попаданию в число призёров, но занял 4-е место, уступив бронзовому призёру всего лишь 0,7 с.
В апреле 2016 года Дружинин с результатом 15:10,96 с. занял второе место на чемпионате России на дистанции 1500 метров вольным стилем. Этот результат позволил Илье также выполнить олимпийский квалификационный норматив «A», однако он оказался медленнее, чем норматив ВФП, что исключало Дружинина из числа претендентов на участие в летних Олимпийских играх в Рио-де-Жанейро. 24 апреля главный тренер национальной сборной объявил, что было принято решение включить в состав на Игры 2016 года 4-х перспективных спортсменов, в числе которых оказался и Илья Дружинин.

## Личная жизнь
- Отец — Андрей Геннадиевич Дружинин, мать — Оксана Александровна Дружинина

## Личные рекорды
По состоянию на апрель 2016 года
| Длинная вода          | Длинная вода | Длинная вода | Длинная вода     |
| Дистанция             | Время        | Дата         | Место проведения |
| --------------------- | ------------ | ------------ | ---------------- |
| 50 м вольным стилем   | 23,35        | 23.04.2015   | Москва           |
| 100 м вольным стилем  | 51,00        | 15.08.2014   | Волгоград        |
| 200 м вольным стилем  | 1:47,95      | 18.04.2016   | Москва           |
| 400 м вольным стилем  | 3:53,06      | 16.04.2016   | Москва           |
| 800 м вольным стилем  | 8:05,67      | 07.03.2016   | Обнинск          |
| 1500 м вольным стилем | 14:59,86     | 23.04.2016   | Рио-де-Жанейро   |

| Короткая вода         | Короткая вода | Короткая вода | Короткая вода    |
| Дистанция             | Время         | Дата          | Место проведения |
| --------------------- | ------------- | ------------- | ---------------- |
| 50 м вольным стилем   | 24,55         | 09.11.2014    | Казань           |
| 100 м вольным стилем  | 52,65         | 11.11.2015    | Казань           |
| 200 м вольным стилем  | 1:51,02       | 08.11.2015    | Казань           |
| 400 м вольным стилем  | 3:50,21       | 13.12.2015    | Волгоград        |
| 800 м вольным стилем  | 7:57,44       | 15.12.2014    | Волгоград        |
| 1500 м вольным стилем | 14:57,91      | 19.12.2015    | Санкт-Петербург  |